# Do Damašku
Do Damašku je divadelní hra Augusta Strindberga. Jde o první Strindbergovu hru do níž se výrazně promítla autorova těžká duševní krize, tzv. krize inferna. Do Damašku (Till Damascus) začal Strindberg psát v Paříži na jaře roku 1898. První díl také tamtéž v březnu téhož roku dokončil.
Název Do Damašku Strindberg použil původně pouze pro jednu hru, neboť ji podle všeho nezamýšlel rozšířit. Později však napsal další dvě části, a to v letech (1898 a 1901). Příběh vytváří intertextovou paralelu s konverzí biblického Šavla, (sv. Pavla), který se na cestě do Jeruzaléma obrací do Damašku. Druhý díl napsal Strindberg po návratu do Švédska v létě roku 1898. Oba díly pak vyšly knižně v jednom svazku v říjnu 1898.
V roce 1901 napsal Strindberg třetí díl Do Damašku III, které vyšlo tiskem ale až v roce 1904.,

## Do Damašku I
Osoby: Hlavními postavami hry jsou Neznámý a Žena, dále se zde vyskytuje osm vedlejších postav (Žebrák, Lékař, Zpovědník, Sestra, Staroch, Matka, Cézar, Abatyše).
Děj a kompozice: Poutní hra s kruhovou kompozicí. Hlavní postavou je Neznámý, který v minulosti opustil svou ženu a děti a bere si za ženu Ingeborg, která je bývalou ženou lékaře. Společně putují do hor, kde by našli útočiště u rodičů Ingeborg. Neznámý z od ženy odchází, ale v horách se zraní a tři měsíce leží v klášterní nemocnici. Vrátí se zpět do hor a hledá svou ženu. Přiznává si, že je psychicky nemocný a vyhledá Lékaře. Nakonec se s Ingeborg shledají na tom místě, kde se setkali poprvé. Vracejí se spolu do hor, kde začnou společně žít. Hra má mnoho vrstev (filozofickou, symbolistickou, náboženskou).
První díl má pět dějství a dohromady 17 obrazů. Místa děje se cyklicky opakují. Kompozice je chronologická.

## Do Damašku II
Osoby: Postavy druhého dílu trilogie jsou totožné s prvním dílem. Neznámý a Žena a vedlejší postavy (Matka, Otec, Zpovědník – žebrák, dominikán, Lékař, Cézar, prostitutky, žebráci a další).
Děj a kompozice: Životní pouť Neznámého pokračuje v manželském soužití, v rozporném a neurovnaném vztahu k ženě, její matce a očekávanému dítěti. Neznámého pronásledují vzpomínky z dětství a výčitky svědomí k Lékaři, bývalému muži jeho nynější ženy. Nejinak je tomu s jeho ženou Ingeborg, ze které se stala negativní postava (schovává mu poštu, dělá jí dobře jeho ponížení, lže). Nadto žijí v domě zatíženém vinou předků. Neznámý utíká k pokusům o spoutání elektrické energie a výroby zlata. Pouť Neznámého vede přes zchátralý hostinec, jehož osazenstvo tvoří žebráci, pouliční ženské a mrzáci. Setkává se zde s Lékařem, který jako by zde byl jeho dvojníkem či jeho druhým já. Z jeho života se stává sen, halucinace. Z hostince ho odvádí Žebrák soutěskou, krajinou poznamenanou zkázou způsobenou vypouštěním jezera slz, zpět do domu jeho ženy. Neznámý nedokáže uvěřit v dobro, protože jím opovrhuje a vidí jen zlo, odvrhne i své dítě, za které je mu Ingeborg vděčná. Nezbývá mu než odejít do kláštera se zpovědníkem a nalézt cestu k Bohu.
Druhý díl má čtyři dějství a devět obrazů. Místa děje se opět opakují. Chronologické řazení zde není tolik patrné, ustupuje do pozadí před snovými pasážemi.

## O díle
Strindberg se stal prvním autorem, který uvedl svět snu na jeviště v duchu moderní psychologie. Trojdílný cyklus je mistrovským přepisem snů a blouznění a zároveň bezprostředním zdrojem absurdního divadla. Strindbergova pozdní dramatika je raně expresionistická. Autor se jejím prostřednictvím soustřeďuje na vyjádření lidského nitra. Děj představuje dynamické vypodobnění vědomí, nevědomí a snů. Jevištní kulisy a rekvizity slouží jako symbolické obrazy téhož. Postavy se štěpí, zdvojují, násobí, vypařují se i zhmotňují, rozplynou i projasní. Strindberg si hněte skutečnost podle vlastní subjektivní vize. Čas i místo se frekventovaně mění bez ohledu na logickou následnost, skutečné se pojí s imaginárním a to, co se zdá všední, nabývá významovosti.
Rozmanité postavy ve hře figurují víceméně jako ztělesnění různých aspektů dramatikovy mysli. Strindberg zde poprvé používá asociativní logiku snu jako strukturní mechanismus dramatického děje. Scénické poznámky a rekvizity nejsou nikdy samoúčelné. Hra je vizuálně i akusticky bohatá. K tomu ještě přistupují prvky poloskutečna, které mohou způsobit, že jak protagonista na scéně, tak obecenstvo v hledišti – zcela logicky a záměrně – pochybují o hodnověrnosti svých smyslů.
Vyskytuje se zde více zvukových efektů, než v kterémkoli starším dramatu: kostelní zvony, varhanní hudba, zpěv v kostele, ženský křik, lodní píšťala, píšťalka, lesní roh, dunění vodopádu, zvuky mlýna a kovárny atd. Avšak originálnost těchto zvuků spočívá v tom, že někdy jsou „objektivní“, tj. slyší je všechny osoby na scéně i obecenstvo v hledišti, ale jindy subjektivní, tj. slyší je nebo si je v halucinacích vytváří pouze nějaké postava na jevišti. To vede k plodné nejistotě, vzbuzuje pochybnosti o spolehlivosti našich smyslů a dodává postavám hry metafyzický aspekt.
Hra s objektivitou a subjektivitou je v dramatu obzvlášť rafinovaná. Pod vlivem této hry teatrolog Egil Törnquist poznamenal:  „Snad poprvé v dějinách divadla tu Strindberg obecenstvo přiměje k tomu, aby pochybovalo o vlastních smyslech.“ ,
Takto Strindberg vyzývavě zpochybnil iluzionistické divadlo. Ke specifikům jeho postinfernální dramatiky patří často znejasnělé příchody a odchody. Podezřívavost a přítomnost vnějších pozorovatelů vytvářejí základní náladu. Mění se ovšem i dialogy. Stále pesimističtější Strindberg ztrácí víru v lidskou schopnost smysluplné verbální komunikace.,

## Uvedení hry
První díl byl poprvé inscenován v Královském divadle ve Stockholmu (Kungliga Dramatiska Teatern) 19. listopadu 1900. Na českých scénách nebyla hra nikdy uvedena. Ukázka z prvního dílu byla roku 2012 uvedená v rámci pořadu Tanec života a smrti Augusta Strindberga na rozhlasové stanici Čro 3 – Vltava (Režie: Markéta Jahodová, hráli: Martin Finger a Lucie Žáčková). Pořad byl vysílán u příležitostí stého výročí úmrtí Augusta Strindberga v rámci projektu Severský rok na Vltavě.

## České překlady
Oba díly vyšly hned roku 1899 v Německu v překladu Emila Scheringa, Strindbergova „dvorního“ překladatele. Česky vydal první díl v roce 1923 B. M. Klika v překladu Viktora Šumana a s obálkou Vlastislava Hofmana. Druhý ani třetí díl tehdy přeloženy nebyly. Později první a druhý díl hry přeložil František Fröhlich, třetí díl dosud není do češtiny přeložen.